# Спичфабрика (микрорайон)
Спичфабрика (в обиходе — Спичка) — исторически сложившийся субрайон в Октябрьском районе города Томска.

## Общие сведения
Локально ограничен: 
- с севера — ж.д. магистралью «Томск — Асино — Белый Яр»,
- с юга — улицей Мичурина,
- с востока — дорогой на Томский нефтехимический комбинат и далее на пос. Самусь
- с запада — улицей Энергетической.

Рассмотрена история и современное состояние района Спичфабрики. Район известен у населения как неблагополучный по криминальной обстановке. После 90-х гг., а именно после распада Советского Союза, район стал приходить в запустение, а сокращение рабочих мест усугубило ситуацию. Приведен отечественный и зарубежный опыт решения проблем облагораживания старых промышленных районов, превращения их в центры притяжения для людей.
Историческая, сложившаяся в конце XIX века часть субрайона застроена преимущественно частными жилыми домами с приусадебными участками, новый микрорайон по улице Айвазовского в южной части — территория из 10-этажных панельных и кирпичных многоквартирных жилых домов со встроенными помещениями для магазинов и иных объектов соцкультбыта.
Микрорайон получил название по располагавшейся на его территории, построенной в конце XIX века томскими купцами, крупнейшей в Сибири спичечной фабрике и её жилому рабочему посёлку.
При фабрике и её рабочем посёлке в XIX — нач. XX веков были выстроены православный храм, начальная школа, магазины, приозёрный парк отдыха. В северной части посёлка было разбито Спичфабричное кладбище (закрыто с 1962, однако подхоронения к могилам родственников проводятся до сих пор).

## Предприятия
- спичечная фабрика (закрылась в 2008 году);
- завод по промышленной переработке стекла «GlassExpert»;
- заводы железобетонных изделий на улице Угрюмова;
- ОАО «Втормет»;
- ООО «Томсклегпром»;
- ООО «Томскрезинотехника».
- ООО «Эверест» (2017-2021 годы).
- ОАО «DivineDisfavour».

## Учреждения
- детский интернат «Друг»;
- средняя общеобразовательная школа № 19;
- музыкальная школа;
- детский сад № 95;
- аптека № 47;
- почтовое отделение № 15;
- библиотека «Радуга»;
- МУ ЖЭП № 9;
- Ветеринарная клиника факультета ветеринарной медицины Томского сельскохозяйственного института;
- прифабричная Церковь во имя святых Первоапостолов Петра и Павла.

## Улицы
Улицы: Азербайджанская, Айвазовского, Александра Невского, Брянская, Григорьева, Грузинская, Дальневосточная, Емельяна Пугачёва, Залоговая, Зои Космодемьянской, Иртышская, Краснознамённая, Куйбышева, Междугородная, Менделеева, Мичурина, Молдавская, Парковая, Полевая, Репина, Центральная, Щетинкина, Энергетическая.

Переулки: Белградский, Брянский, Выборгский, Краснознамённый, Музыкальный, Обручева, Сахалинский, Спичечный, Тюменский.

Проезды: Куйбышева.

Тракты: Чулымский.

## Достопримечательности

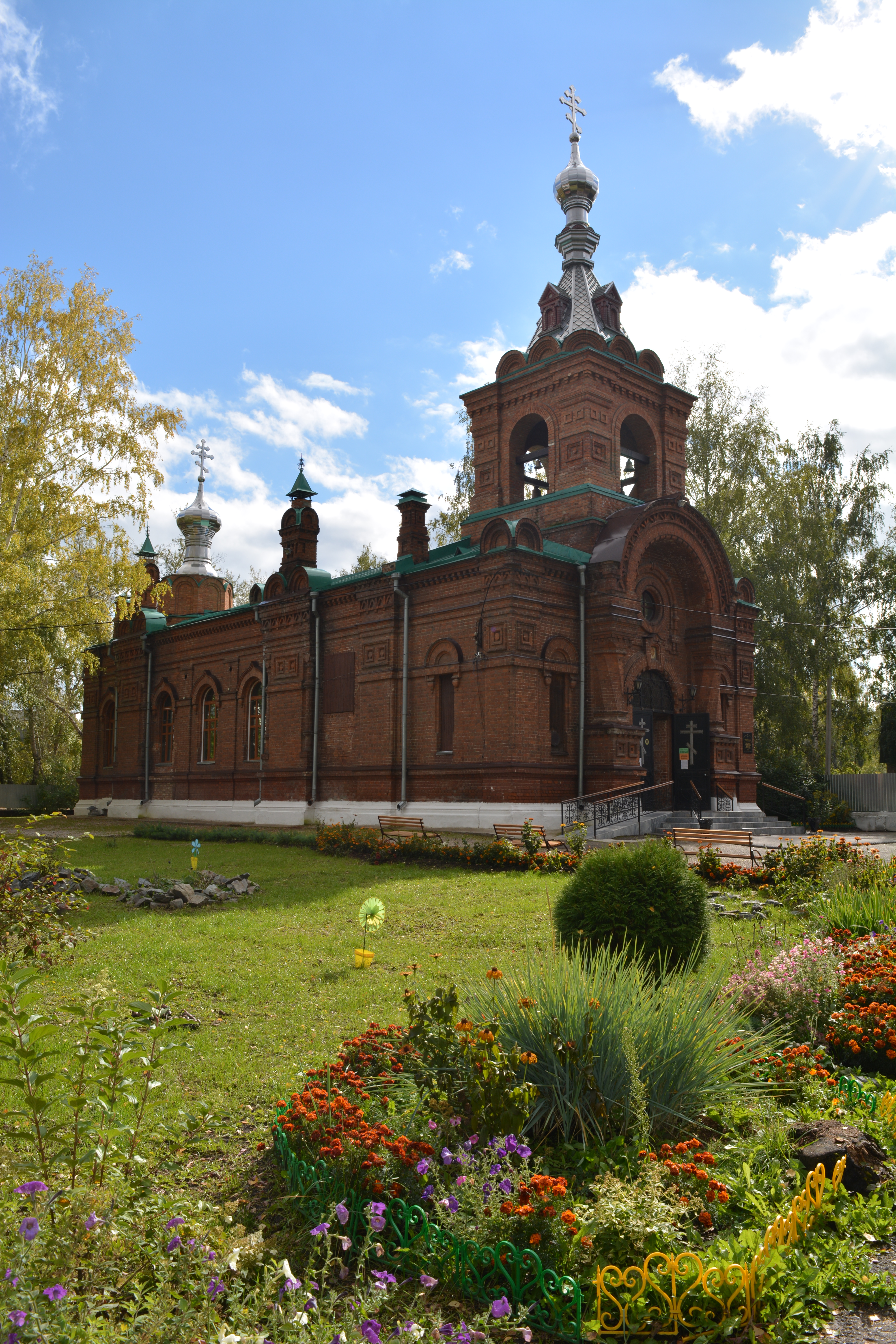
Церковь Первоапостолов Петра и Павла.

- Церковь Первоапостолов Петра и Павла (1908). В её подвале ранее находилась фамильная усыпальница Кухтериных. В 1923—1993 годах здание использовалось как клуб, после чего было возвращено православной церкви. Архитектурный облик здания был восстановлен в 2006 (колокольня) и 2008 (шатёр) годах, на средства фонда Александра Солженицына, побывавшего там в 1994 году. (Улица Центральная 12а)[1];
- Памятник «Скорбящая невеста» и стела с именами сотрудников спичечной фабрики, погибших в ходе Великой Отечественной войны. (У бывшей проходной спичечной фабрики)[1];
- Музей спичечной фабрики в здании средней школы N° 19 (улица Центральная, 4а)[1].

Помимо этого, в микрорайоне сохранилась группа построек начала XX века, среди которых: бывшие производственные корпуса спичечной фабрики, жилые здания, в том числе: бывшая загородная усадьба братьев Кухтериных, бывший дом священника и другие исторические здания.

## Известные личности, связанные с микрорайоном
- Братья Алексей, Александр и Иннокентий Кухтерины — купцы и промышленники конца XIX — начала XX века, владельцы спичечной фабрики «Заря», вокруг которой возник рабочий посёлок, а позднее и целый городской субрайон.

## Транспорт
Автобусы: № 29 и 29 дополнительный (до школы № 53).